# THE マンパワー!!!
「THE マンパワー!!!」（ザ マンパワー!!!）は、モーニング娘。の25枚目のシングル。2005年1月19日にzetimaから発売された。

## 概要
オリジナル・メンバー飯田圭織卒業前最後のシングル。ジャケット写真の飯田は前列（通常版は前列中央）に位置する。発売日は石川梨華20歳の誕生日である。

## 収録曲
全作詞・作曲：つんく
1. THE マンパワー!!!
編曲：松原憲
  - 2004年12月20日に当時創設したばかりのプロ野球球団東北楽天ゴールデンイーグルスの公式応援歌として発表された。また、シングルV「THE マンパワー!!!」も同日に発売された[1]。
  - 曲はマイナーコードを用いたミニマルテクノ風のアレンジで、吉澤ひとみと高橋愛がシャウトするフレーズが繰り返される構成である。曲全体でもイントロからのベースラインが繰り返される。
  - 東北地方を本拠地とする球団の応援歌でありながら、関西弁（ものごっつい）が入っている。
  - 2007年9月26日に発売されたコンピレーションアルバム『つんく♂ベスト作品集(上)「シャ乱Q〜モーニング娘。」〜つんく♂芸能生活15周年記念アルバム〜』に収録されており、付属のブックレットにはこの曲のパート割りが記載されている。
  - 2013年に発売された『The Best!〜Updated モーニング娘。〜』では江上浩太郎によりリアレンジされ、当時のメンバーで歌い直されたバージョンが収録されている（道重さゆみのみオリジナルから引き続き参加）。
2. ラヴ&ピィ〜ス!HEROがやって来たっ。
編曲：鈴木俊介
  - ミニマルテクノ調の表題曲とは対照的に、バンドサウンドを駆使した曲。
3. THE マンパワー!!! (Instumental)

## 参加メンバー
- 1期：飯田圭織
- 2期：矢口真里
- 4期：石川梨華、吉澤ひとみ
- 5期：高橋愛、紺野あさ美、小川麻琴、新垣里沙
- 6期：藤本美貴、亀井絵里、道重さゆみ、田中れいな

## 参加ミュージシャン
- 松原憲 - プログラミング(1)
- つんく♂ - コーラス(1,2)
- 鈴木俊介 - プログラミング&ギター(2)
- ファンキー末吉 - ドラム(2)
- 江川ほーじん - ベース(2)

## 収録アルバム
- レインボー7
- モーニング娘。 ALL SINGLES COMPLETE 〜10th ANNIVERSARY〜
- The Best!〜Updated モーニング娘。〜